# بنجامین کوگو
بنجامین کوگو (انگلیسی: Benjamin Kogo; ۳۰ نوامبر ۱۹۴۴ – ۲۰ ژانویهٔ ۲۰۲۲) ورزشکار دو و میدانی اهل کنیا بود.